# Cinema (Ludovico Einaudi)
Cinema è  un album dell'artista Ludovico Einaudi prodotto dalla Decca pubblicato il 4 giugno 2021 che presenta una selezione di brani scelti per film e serie TV composti nella carriera dell'artista.

## Descrizione
(Ludovico Einaudi)
L'album contiene 28 brani musicali composti durante la sua carriera per il grande e piccolo schermo tra cui troviamo per esempio le colonne sonore di Quasi amici - Intouchables, Nomadland, This Is England, Joaquin Phoenix - Io sono qui!, Fuori dal mondo, Sotto falso nome, The Water Diviner.

## Tracce

### CD Audio
Disco 1
Musiche di Ludovico Einaudi.
1. Experience – 5:17
2. Golden Butterflies (from Seven Days Walking - Day 1) – 5:52
3. Berlin Song – 4:24
4. Love Is A Mystery – 3:03
5. Main Theme (From "The Third Murder" / Remastered 2020) – 4:17
6. My Journey (Film Version for "The Father" / David Menke Remix) – 3:56
7. The Water Diviner (From "The Water Diviner") – 6:46
8. Petricor – 6:36
9. Fly – 4:41
10. Time Lapse – 5:33
11. Walk – 3:29
12. Cold Wind Var. 1 (from Seven Days Walking - Day 1) – 4:03
13. Ascolta – 4:52
14. Histoire Sans Nom (From "Sotto Falso Nome") – 3:58

Durata totale: 66:47
Disco 2
1. Due Tramonti – 4:56
2. Run – 5:30
3. Le Onde – 5:36
4. L'Origine Nascosta – 3:14
5. White Night – 3:14
6. The Earth Prelude – 5:01
7. Oltremare – 11:02
8. Fairytale – 4:01
9. Fuori Dal Mondo – 5:03
10. Una Mattina – 3:25
11. Nuvole Bianche – 6:00
12. Newton's Cradle – 7:49
13. Dietro Casa – 3:51
14. Low Mist (from Seven Days Walking - Day 1) – 5:26

Durata totale: 74:08

### Vinile
Disco 1
Musiche di Ludovico Einaudi.
1. Experience – 5:17
2. Golden Butterflies (from Seven Days Walking - Day 1) – 5:52
3. Berlin Song – 4:24
4. Love Is A Mystery – 3:03
5. Main Theme (From "The Third Murder" / Remastered 2020) – 4:17
6. My Journey (Film Version for "The Father" / David Menke Remix) – 3:56
7. The Water Diviner (From "The Water Diviner") – 6:46
8. Petricor – 6:36
9. Fly – 4:41

Durata totale: 44:52
Disco 2
1. Time Lapse – 5:33
2. Walk – 3:29
3. Cold Wind Var. 1 (from Seven Days Walking - Day 1) – 4:03
4. Ascolta – 4:52
5. Histoire Sans Nom (From "Sotto Falso Nome") – 3:58
6. Due Tramonti – 4:56
7. Run – 5:30
8. Le Onde – 5:36
9. L'Origine Nascosta – 3:14
10. White Night – 3:14

Durata totale: 44:25

## Classifiche
| Classifica (2021) | Posizione massima |
| ----------------- | ----------------- |
| Grecia            | 37                |